# Bani (Djibo)
Pour les articles homonymes, voir Bani.
Bani est une commune située dans le département de Djibo, dans la province du Soum, région du Sahel, au Burkina Faso.